# Contea di Acerra
La contea di Acerra è stata una contea istituita nel XII secolo ad opera dei Normanni, nel regno di Sicilia.

## Storia
La contea di Acerra fu istituita probabilmente nella seconda metà dell'XI-XII secolo e fu retta dapprima dai de Argentiis e, in seguito, da Ruggero di Medania, della famiglia dei Conti di Buonalbergo, e conti della famiglia D'Eboli, durante i primi anni del regno di Guglielmo I re di Sicilia.
Il "Catalogus Baronum", datato al 1168, registra il conte Ruggero di Buonalbergo (comes Rogerius Boni Albergi) che aveva possedimenti feudali "[in] demanium suum Terræ Beneventanæ, de Apice ... de Bono Albergo ... de Sancto Severo". Dopo la morte nel 1196 del figlio di Ruggero, Riccardo, la contea fu assegnata allo svevo Diopold, Markgraf di Vohburg. Viene registrata alla famiglia Aquino dal 1220 fino alla fine del XIII secolo.
Sotto il dominio di Svevi, Angioini e Aragonesi ne furono feudatari, tra gli altri, i d'Aquino, gli Origlia, i del Balzo e i de Cardenas. Il 2 agosto del 1806 fu abolita, per legge, la feudalità: i de Cardenas furono gli ultimi feudatari di Acerra.

## Conti di Acerra

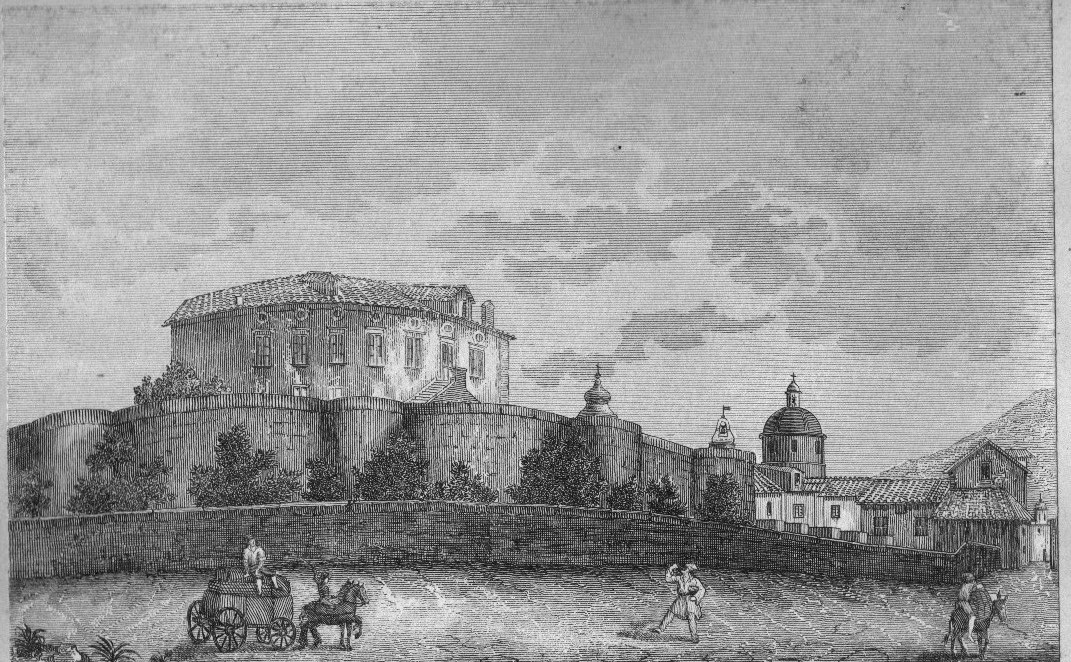
Il castello dei Conti di Acerra in una stampa del 1800.

- Roberto di Medania, conte di Buonalbergo
- Ruggero di Medania, conte di Buonalbergo: Ugo Falcando e Romualdo Guarna ricordano Roggerius comes Acerrae tra i cospiratori contro Maione di Bari (1156 o 1160); registrato anche nel Catalogus Baronum (1168).
- Riccardo di Acerra, riceve la contea per matrimonio con Cecilia di Medania, sorella di Ruggero: documentato dal 1171 al 1196
- Diopoldo di Acerra, dal 1197 al 1220 circa, ministeriale svevo
- Tommaso I d'Aquino, dal 1220 al 1251, fedele di Federico II
- Tommaso II d'Aquino (figlio di Adenolfo, figlio di Tommaso I), dal 1251 al 1273, fedele a Manfredi poi passato agli Angioini
- Adenolfo IV d'Aquino, dal 1273 al 1293
- Filippo I d'Angiò dal 1293 al (?)

...
- Filippo II d'Angiò dal 1350 circa al 1364

...
- Ottone IV di Brunswick-Grubenhagen, dal 1376 al 1399
- Gorello Origlia, dal 1408